# Archebulo
Archebulo di Tera (in greco antico: Ἀρχέβουλος?, Archéboulos; fl. III secolo a.C.) è stato un poeta greco antico del periodo ellenistico, vissuto nel III secolo a.C..
Originario di Tera fu l'ideatore del verso archebuleo e maestro di Euforione di Calcide.